# 足利尊氏
足利 尊氏（あしかが たかうじ）は、鎌倉時代末期から室町時代（南北朝時代）前期の日本の武将。室町幕府初代征夷大将軍（在職：1338年 - 1352年3月、1352年8月 - 1358年）。鎌倉幕府の御家人。足利貞氏の次男。足利将軍家の祖。姓名は源 尊氏（みなもと の たかうじ）。正式名称は足利又太郎源尊氏（あしかが またたろう みなもと の たかうじ）。

## 概要
河内源氏義国流足利氏本宗家の8代目棟梁。足利貞氏の次男として生まれる。歴代当主の慣例に従い、初めは得宗・北条高時の偏諱を受け高氏「たかうじ」（源高氏）と名乗っていた。佐々木道誉も同時期に同様にして名乗った佐々木高氏（源高氏）と本姓（源氏）名前ともに同姓同名。共に鎌倉幕府を打倒した新田義貞は同族である。正慶2年（1333年）に後醍醐天皇が伯耆国船上山で挙兵した際、その鎮圧のため幕府軍を率いて上洛したが、丹波国篠村八幡宮で幕府への反乱を宣言、六波羅探題を滅ぼした。幕府滅亡の勲功第一とされ、後醍醐天皇の諱・尊治（たかはる）の偏諱を受け、高氏の名を尊氏（たかうじ）に改める。鎌倉時代の足利宗家当主の通字は「氏」であったため、室町幕府の将軍15人の中で唯一「義」の字が諱に使われていない。
後醍醐天皇の新体制である建武の新政下で、持明院統に近く冷遇されていた貴族西園寺公宗と北条高時の弟泰家の反乱計画発覚など政情不安が続く中、鎌倉方の残党北条時行が起こした中先代の乱により窮地に陥った弟・足利直義救援のため東下し、乱を鎮圧したあとも鎌倉に留まり、恩賞を独自に配布した。これを独自の武家政権を樹立する構えと解釈した天皇との関係が悪化、建武の乱が勃発した。箱根・竹下の戦いでは大勝するが、第一次京都合戦および打出・豊島河原の戦いで敗北し、一時は九州に都落ちしたものの、光厳上皇が尊氏に対し新田義貞追討の院宣を発給し、再び太宰府天満宮を拠点に上洛して京都を制圧。光明天皇践祚を支援し、光明天皇から征夷大将軍に補任され新たな武家政権（室町幕府）を開いた。一度は京に降った後醍醐天皇は、すぐ後、吉野に脱出し南朝を創始することになった。
幕府を開くにあたって、尊氏は是円・真恵兄弟らへの諮問のもと、その基本方針となる『建武式目』を発布。征夷大将軍として幕府の軍事を取り仕切り守護を纏めた。これを支えた保守派の直義に対して、尊氏の執事高師直は執事施行状など尊氏の意を受け先進的な体制を取りいれていた。後醍醐天皇の崩御後は、その菩提を弔うため天龍寺を建立し、全国の戦没者を弔うため66の安国寺利生塔を設立させた。その後、師直派と直義派との間で観応の擾乱が起こった。師直・直義の死により乱は終息したが、その後も南朝や実子の足利直冬など反対勢力の打倒に奔走し、晩年には政治にも手腕を発揮して統治の安定に努めた。
勅撰歌人である武家歌人としても知られ、『新千載和歌集』は尊氏の執奏により後光厳天皇が撰進を命じたものであり、以後の勅撰和歌集は、二十一代集の最後の『新続古今和歌集』まですべて将軍の執奏によることとなった。

## 生涯

### 誕生と家督相続
尊氏は嘉元3年（1305年） 7月27日、足利氏当主の貞氏の次男として生まれた。確実な生誕地は不明で、足利氏の本貫（名字の根拠の地）である下野国足利荘（栃木県足利市）・上杉氏の本貫である丹波国何鹿郡八田郷上杉荘（京都府綾部市上杉）・鎌倉幕府の本拠地である相模国鎌倉（神奈川県鎌倉市）などの説がある。京都の綾部安国寺には、足利尊氏が浸かったといわれる産湯の井戸や母・清子が男子出生を祈願した地蔵菩薩が残されており、尊氏の産着や毛髪なども保存されている。日本史研究者の清水克行によれば、当時の足利氏は幕府の実質的支配者である北条得宗家と友好関係を保つため鎌倉に活動拠点を移していたため、2013年時点では鎌倉誕生説が最も有力な見解とされてきたが、鎌倉での記録もないため、京都綾部誕生説か鎌倉誕生説かは未だ決着がつかないままとなっている。
母は貞氏の側室・上杉清子。貞氏の正室・北条顕時の娘が産んだ嫡男の足利高義は母違いの兄。後世に編纂された『難太平記』では尊氏が出生して産湯につかった際、2羽の山鳩が飛んできて1羽は尊氏の肩に止まり、1羽は柄杓に止まったという伝説を伝えている。
幼少時より家督を継ぐことのない次男として育っていたが、13歳の時に兄の高義が21歳で死去したことによって、父貞氏の後継者の立場になる。そして元応元年（1319年）10月10日、従五位下に叙し治部大輔に任ぜられる。このとき15歳。また、同日に元服をし、得宗・北条高時の偏諱を賜り高氏（通称は又太郎）と名乗ったとされる。
足利氏の嫡男は「三郎」を名乗る決まりになっていたが、兄であり貞氏嫡男の高義の死後であるにもかかわらず「又太郎」と名付けられたのは、貞氏が北条氏との姻戚関係を重視し高義の遺児が家督を継承することを重視してのことと考えられる。15歳での叙爵は北条氏であれば得宗家・赤橋家に次ぎ、大仏家・金沢家と同格の待遇であり、北条氏以外の御家人に比べれば圧倒的に優遇されていた。そして北条氏一族の有力者であった赤橋流北条氏の赤橋（北条）守時の妹・赤橋登子を正室に迎えた。なお後に守時は鎌倉幕府の執権となる。元弘元年/元徳3年（1331年）、父・貞氏が死去すると高氏が家督を継ぎ、26歳で源氏足利家の当主となった。

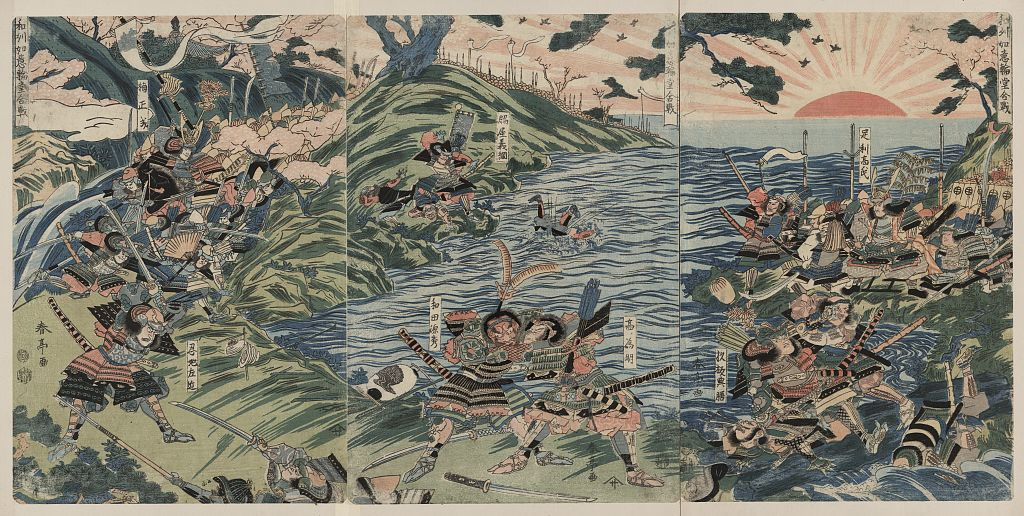
楠木正成の戦を描いた勝川春亭画「和州如意輪堂合戦」。右上方に足利尊氏が描かれている。

### 元弘の乱
元弘元年/元徳3年（1331年）、後醍醐天皇が倒幕を企図し、笠置で挙兵した（元弘の乱）。鎌倉幕府は高氏に派兵を命じ、高氏は天皇の拠る笠置と楠木正成の拠る下赤坂城の攻撃に参加した。このとき、父・貞氏の喪中であることを理由に出兵動員を辞退したが許されなかった。『太平記』は、このことから高氏が幕府に反感を持つようになったとされる。また、足利氏は承久の乱で足利義氏が大将の1人として北条泰時を助けて勝利を導いて以来、対外的な戦いでは足利氏が大将を務めるのが嘉例とされ、幕府及び北条氏はその嘉例の再来を高氏に期待したもので、裏を返せば北条氏が足利氏に圧力を加えても決して滅ぼそうとはしなかった理由でもあった。勝利に貢献した高氏の名声は高まったが、不本意な出陣だったためか、同年11月他の大将を置いて朝廷に挨拶もせず、さっさと鎌倉へ戻っており、花園上皇を呆れさせている。
元弘の乱は結局失敗に終わり、倒幕計画に関わった貴族・僧侶が多数逮捕され、死刑・配流などの厳罰に処された。後醍醐天皇も廃位され、代わって持明院統の光厳天皇が践祚した。元弘2年/正慶元年（1332年）3月には後醍醐天皇は隠岐島に配流された。幕府は高氏の働きに、従五位上の位階を与えることで報いた。

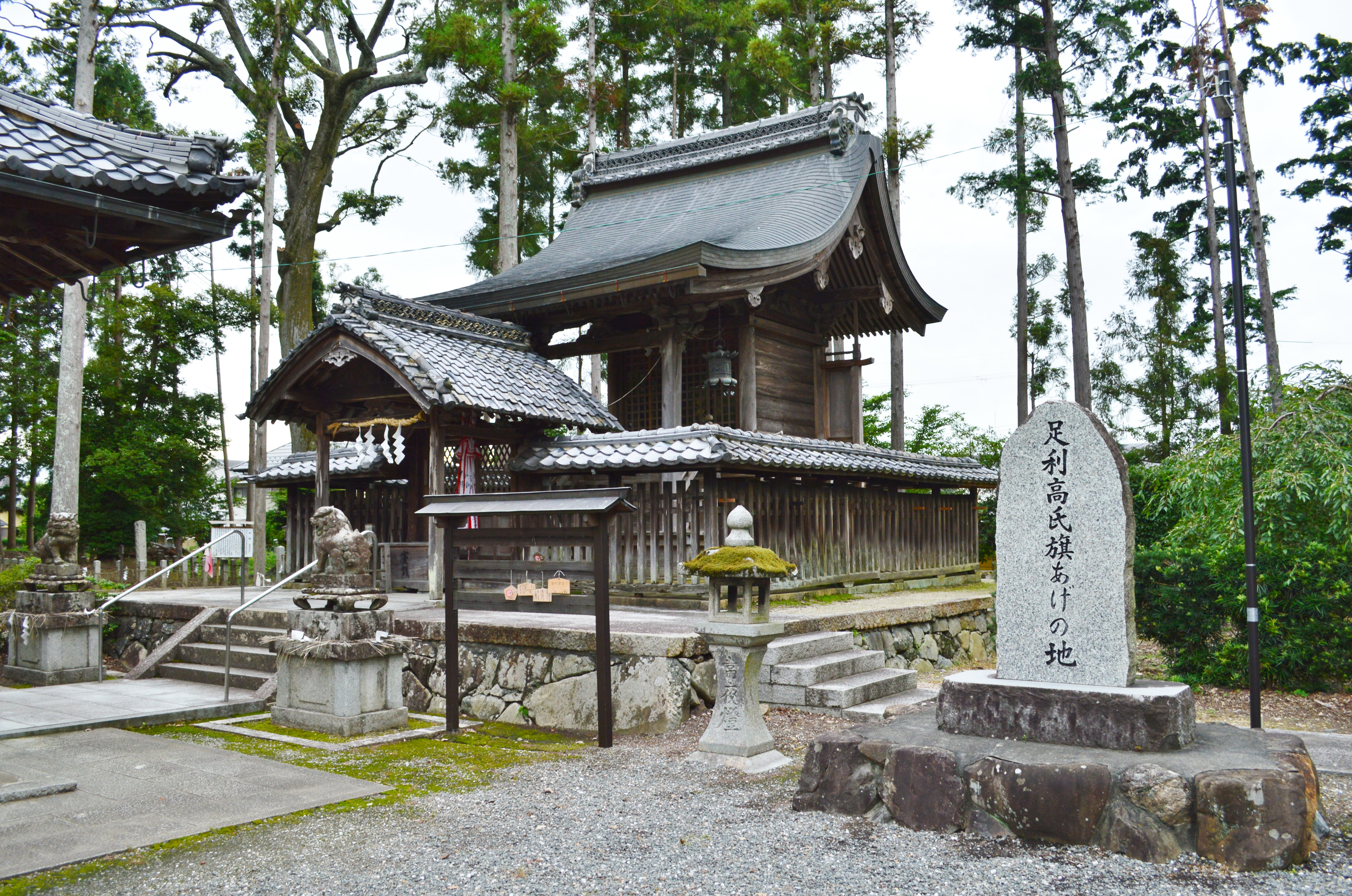
篠村八幡宮と足利高氏旗あげの地碑（京都府亀岡市）

正慶2年（元弘3年/西暦1333年）後醍醐天皇は隠岐を脱出して伯耆国船上山に籠城した。高氏は当時病中だったが再び幕命を受け、西国の討幕勢力を鎮圧するために名越高家とともに司令官として上洛した。このとき、高氏は妻・登子、嫡男・千寿王（後の義詮）を伴おうとしたが、幕府は人質として2人を鎌倉に残留させている。
高氏は京都への上洛途中、三河国八つ橋まで来たところで、幕府に謀反を起こすことを吉良貞義を含めた腹心に打ち明け、同意を得た。三河国で謀反の志を打ち明けた理由は、三河国が足利氏一族や被官が濃密に分布していたからであると考えられる。その後、海老名季行を密かに船上山へ参候させ、後醍醐より討幕の密勅を受け取った。
高氏らは上洛し、名越高家が緒戦で戦死したことを踏まえ、4月29日、船上山と京都を繋ぐ山陰道の要衝であり、また千種忠顕軍が展開していた丹波国の篠村八幡宮（京都府亀岡市）で反幕府の兵を挙げた。諸国に多数の軍勢催促状を発し、播磨国の赤松円心、近江国の佐々木道誉らの反幕府勢力を糾合して入洛し、5月7日に六波羅探題を滅亡させた。この際、高氏は九州の薩摩国にまで催促状を出しているが、これは距離的に六波羅攻略のためでないのは明らかで、将来高氏自身が独立して政治を行う時のために九州の豪族を味方につけるのが目的だったと考えられる。関東では、同時期に上野国の御家人である新田義貞を中心とした叛乱が起こり、鎌倉を制圧して幕府を滅亡に追い込んだ。この軍勢には、鎌倉からの脱出に成功した千寿王も尊氏の名代として参加している。一方、高氏の庶長子・竹若丸は伯父であり、走湯山密巌院別当だった覚遍に伴われて山伏姿で密かに上洛しようとしたが、途中で北条の手の者に殺害されている。静岡市駿河区には竹若丸と従者を供養したと伝わる将軍塚が残り、付近の円福寺の将軍堂には竹若丸の騎馬像を胎内に納めた足利尊氏坐像が安置されている。
高氏が倒幕を決意した原因は、『太平記』や『梅松論』に見えるように、亡父の法要を満足にできぬまま出兵させられたことが1番に挙げられる。また足利氏は、建長2年（1250年）の閑院内裏造営や、建治元年（1275年）の六条八幡宮造営などで、多額の費用を負担させられており、北条氏による足利氏への経済的要求は他の御家人と比較して突出していた。加えて『吾妻鏡』には、足利義氏と結城朝光が書状の書式をめぐって争った際、義氏が足利氏を源氏一門として別格であると主張したのに対し、朝光は御家人としての立場は変わらないと主張し、その論争に仲裁に入った幕府は朝光の主張を正当なものとした、という記述がある。この裁定は、御家人の中に特別な存在を認めることは幕府（＝北条氏）にとって得策ではなかったからである。しかし、逆にこの出来事を『吾妻鏡』に記したことは、『吾妻鏡』が「北条氏得宗政権を正当化する弁解状だった」ように、こうした話を挿入すること自体に、北条氏が足利氏を特別視し、その立場に対する警戒心（足利氏を抑え込もうという意識）が現れているとも考えられる。

### 建武の新政
鎌倉幕府の滅亡後、高氏は後醍醐天皇から勲功第一とされた。鎮守府将軍となり、また30箇所の所領を与えられた。元弘3年（1333年）6月12日、従四位下、左兵衛督となる。
同年（元弘3年）8月5日には従三位に昇叙、武蔵守を兼ねるとともに、尊氏と改名した。尊氏は建武政権において参議という中枢機関の要職に就き、足利家の執事である高師直、その弟・高師泰をはじめとする家臣も多数起用されたことから、後醍醐天皇からはかなり厚遇されていたようである。新政府の各種機関に名を連ねていないことで世間から「尊氏なし」と揶揄されたが、実際は奉行所をいち早く立ち上げ、後醍醐天皇の綸旨を受け通達する文書を多数出しており、更には後醍醐天皇の命により北条高時を供養するため宝戒寺の建立にも携わっていたことから、尊氏は建武政権時から既に武士を束ねるべく頭角を表していたと言える。
正慶2年（元弘3年/1333年）、義良親王（のちの後村上天皇）が陸奥太守に、北畠顕家が鎮守府大将軍に任じられて陸奥国に駐屯することになると、尊氏も、成良親王を上野太守に擁立して直義とともに鎌倉に駐屯させている。また、鎌倉幕府滅亡に大きな戦功をあげながら父に疎まれ不遇であった護良親王は、尊氏をも敵視し政権の不安定要因となっていたが、建武元年（1334年）には父・後醍醐天皇の命で逮捕され、鎌倉の直義に預けられて幽閉の身となった。

### 中先代の乱
建武2年（1335年）信濃国で北条高時の遺児北条時行を擁立した北条氏残党の反乱である中先代の乱が起こり、時行の軍勢は鎌倉を一時占拠する。直義は鎌倉を脱出する際に独断で淵辺義博を遣わし護良を殺害させた。尊氏は後醍醐天皇に征夷大将軍の官職を望んだが許されず、8月2日、天皇の許可を得ないまま4万の軍勢を率いて鎌倉に向かった。天皇はやむなく征東将軍の号を与えた。尊氏は直義の軍勢と合流し相模川の戦いで時行を駆逐して、8月19日には鎌倉を回復した。

### 建武の乱
尊氏は、中先代の乱の戦後処理のため、また関東の防御を固めるため京都には戻らず鎌倉に留まった。上洛の命にも応じなかったため11月、後醍醐天皇は義貞に尊良親王をともなわせて尊氏討伐を命じた。さらに奥州からは北畠顕家も南下を始めていた。尊氏は赦免を求めて寺に蟄居し出家すべく断髪（一束切）するが、直義・師直などの足利方が各地で劣勢となると「直義が死ねば自分が生きていても無益である」と宣言し出陣する。『太平記』ではこの時、異形の尊氏が敵に狙われぬよう鎌倉中の武士が皆一束切になったという逸話が残っている。12月、尊氏は新田軍を箱根・竹ノ下の戦いで破り、京都へ進軍を始めた。この間、尊氏は持明院統の光厳上皇と連絡を取り、叛乱の正統性を得る工作をしている。建武3年（1336年）正月、尊氏は入京を果たし、後醍醐天皇は比叡山へ退いた。しかしほどなくして奥州から上洛した北畠顕家と楠木正成・新田義貞の攻勢に晒される。1月30日の戦いで敗れた尊氏は篠村八幡宮に撤退して京都奪還を図る。この時の尊氏が京都周辺に止まって反撃の機会を狙っていたことは、九州の大友近江次郎に出兵と上洛を命じた尊氏の花押入りの2月4日付軍勢催促状（「筑後大友文書」）から推測できる。だが、2月11日に摂津国豊島河原の戦いで新田軍に大敗を喫したために戦略は崩壊する。尊氏は摂津国兵庫から播磨国室津に退き、赤松円心の進言を容れて京都を放棄して九州に下った。
九州への西下途上、長門国赤間関（山口県下関市）で少弐頼尚に迎えられ、筑前国宗像大社の宗像氏範の支援を受ける。建武3年（延元元年/1336年）宗像大社参拝後の3月初旬、筑前国多々良浜の戦いにおいて天皇方の菊池武敏らを破り、大友貞順（近江次郎）ら天皇方勢力を圧倒して勢力を立て直した尊氏は、京に向かう途中の鞆で光厳上皇の院宣を獲得し、西国の武士を急速に傘下に集めて再び東上した。5月25日の湊川の戦いで新田義貞・楠木正成の軍を破り、6月には京都を再び制圧した（延元の乱）。
尊氏は洛中をほぼ制圧したが、このころ再び遁世願望が頭を擡げ8月17日に「この世は夢であるから遁世したい。信心を私にください。今生の果報は総て直義に賜り直義が安寧に過ごせることを願う」という趣旨の願文を清水寺に納めている。足利勢力は、比叡山に逃れていた天皇の顔を立てる形での和議を申し入れた。和議に応じた後醍醐天皇は11月2日に光厳上皇の弟光明天皇に神器を譲った。

### 室町幕府 設立
1336年11月7日、尊氏は、明法家（法学者）の是円（中原章賢）・真恵兄弟らへ諮問して『建武式目』十七条を定め、政権の基本方針を示し、新たな武家政権の成立を宣言した。内容が厳格なため直義の意向が強く働いたのではないかとする説があるが根拠はない。むしろ『建武以来追加』で尊氏は下知に従わない守護に対し将軍自ら裁定を下すことを沙汰しており、その厳格さがうかがえる。
実質的には、この『建武式目』をもって室町幕府の発足とする。尊氏は源頼朝と同じ権大納言に任じられ、自らを「鎌倉殿」と称した。一方、後醍醐天皇は12月に京を脱出して吉野（奈良県吉野郡吉野町）へ逃れ、光明に譲った三種の神器は偽物であり自らが帯同したものが本物であると称して（北朝と南朝とのどちらが本物の三種の神器を保有していたかは不明）独自の朝廷（南朝）を樹立した。
新政権において、尊氏は軍事指揮権と恩賞権、そして守護の補任と、武士の棟梁として君臨し、その他の業務を直義と師直に任せた。
佐藤進一はこの状態を、主従制的支配権を握る尊氏と統治権的支配権を所管する直義との両頭政治であり、鎌倉幕府以来、将軍が有していた権力の二元性が具現したものと評価した（「室町幕府論」『岩波講座日本歴史7』岩波書店、1963年）。しかし、室町幕府創設時は尊氏の発給文書は直義の3倍にも上り、『建武以来追加』には上記のとおり尊氏による御沙汰が多く反映されている。尊氏は建武の新政においても奉行所を設置し後醍醐天皇の勅命を受けその手腕を発揮しており、幕府の根幹となる事案は将軍である尊氏が担い、雑訴などの日常的な実務を直義が担っていたとする見解も出てきている。幕府体制が落ち着くと次第に直義の発給数は増えてゆくが、その数は尊氏が最も多く出した発給数と比較しても6分の1と少なく、尊氏とほぼ同じか多くても2倍にも満たない。また、直義が出した軍勢催促も尊氏が口頭で指示を出した旨が島津家文書に残されており、将軍という立場ゆえの上位下達の存在を無視するわけにはいかない。
暦応元年（1338年）、尊氏は光明天皇から征夷大将軍に任じられ、室町幕府が名実ともに成立した。翌年、後醍醐天皇が吉野で崩御すると、尊氏は夢窓疎石に勧められ、「報恩謝徳」「怨霊納受」のため、光厳上皇の院宣で天龍寺造営を開始した。造営費を支弁するため、元へ天龍寺船が派遣されている。さらに、光厳上皇の院宣をもとに、諸国に安国寺と利生塔の建立をさせた。南朝との戦いは基本的に足利方が優位に戦いを進め、北畠顕家、新田義貞、楠木正成の遺児正行などが次々に戦死し、小田治久、結城親朝は南朝を離反して幕府に従ったほか、貞和4年（1348年）には高師直が吉野を攻め落として全山を焼き払うなどの戦果をあげている。
対して直義も貞和元年あたりから直冬を養子に迎えたり神護寺に自身と尊氏の肖像画を奉納するなど自己顕示が活発化、師直との対立が目立つようになる。
この頃直義は異様に大きな花押を書いているが、これを直義の自信からくる権威の現れと見るか、認めてもらいたいとするフラストレーションと見るか意見が分かれている。

### 観応の擾乱

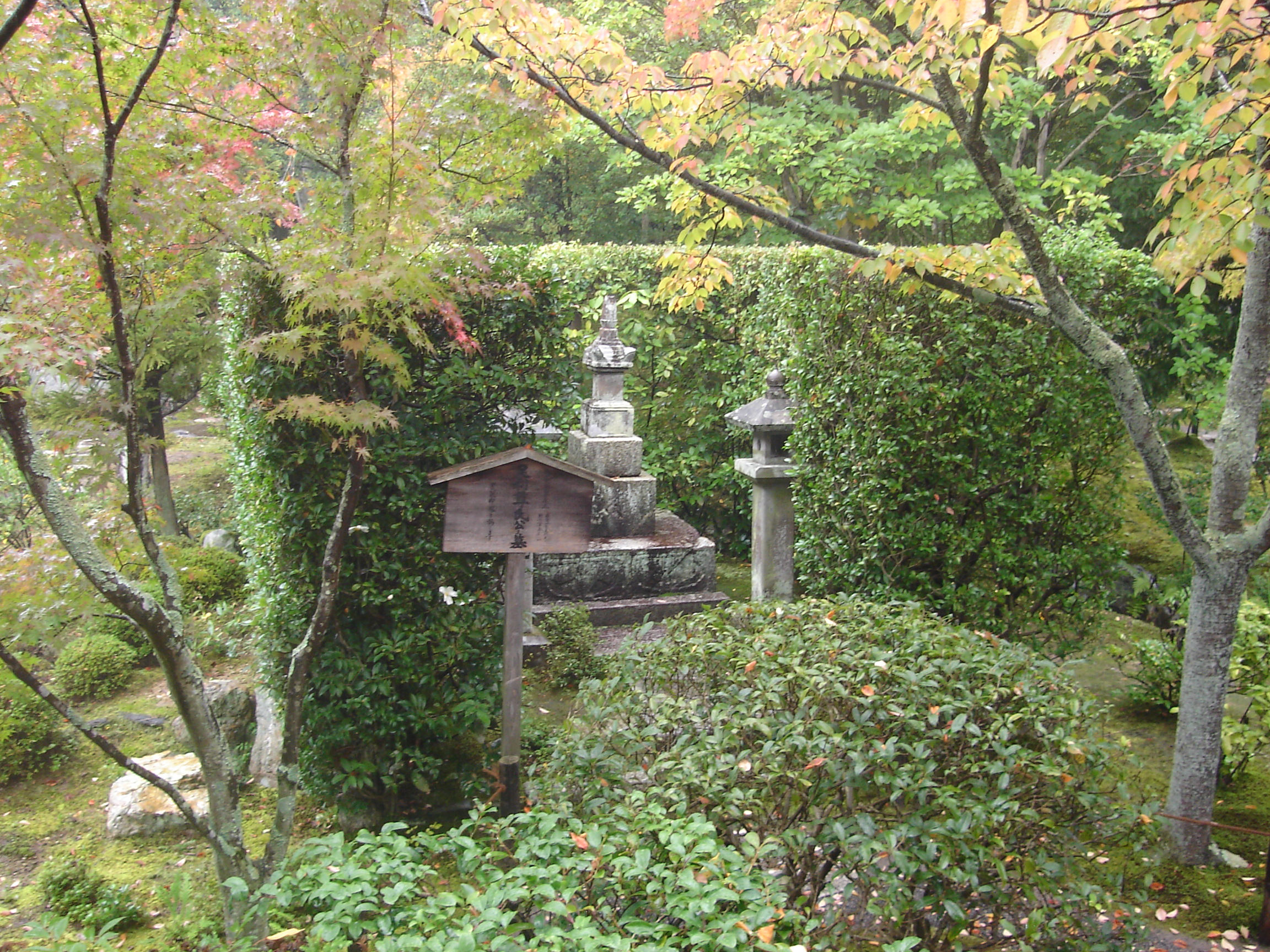
尊氏の墓（等持院）

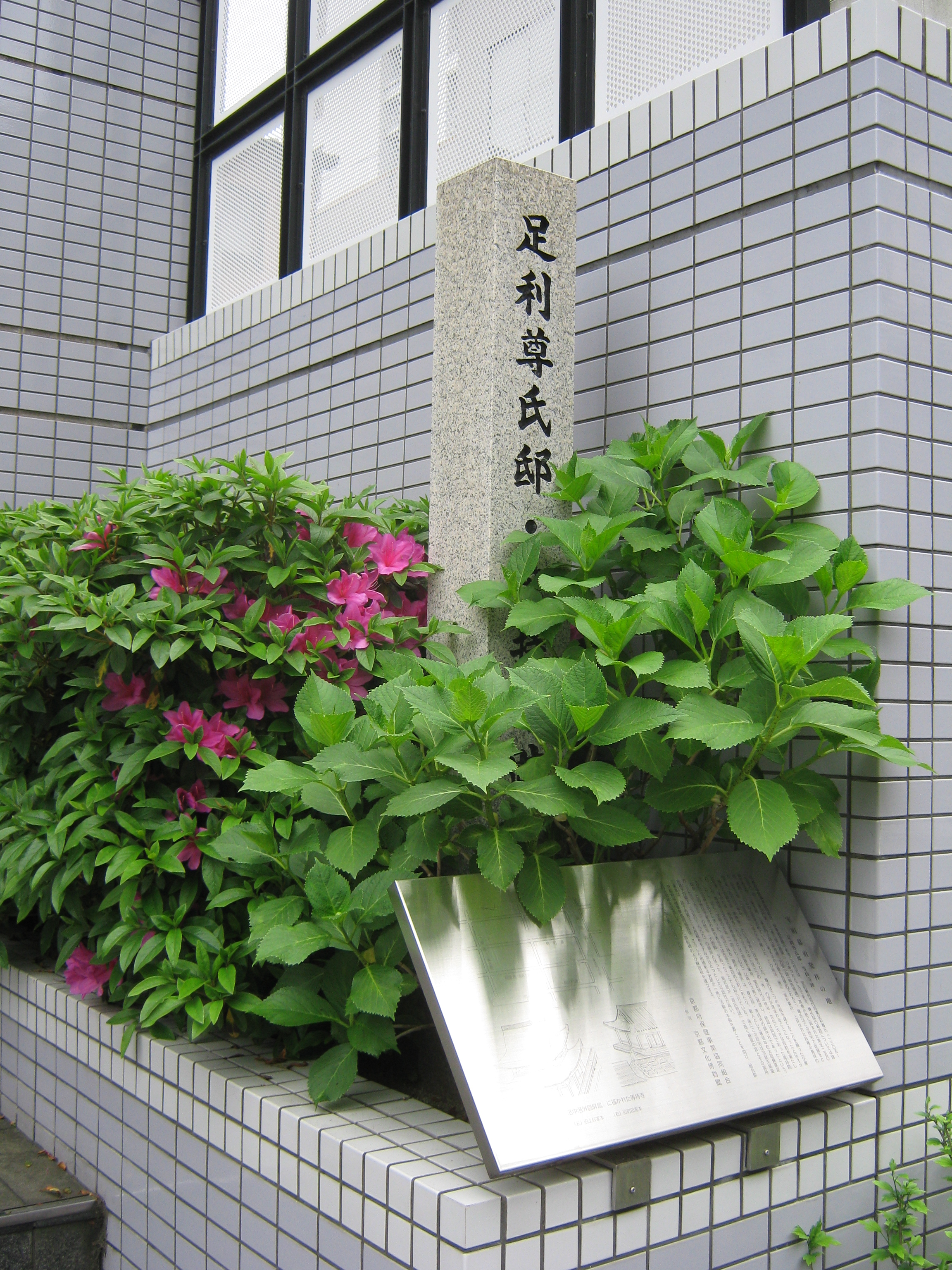
足利尊氏邸跡・京都市中京区高倉通御池上ル東側

高師直が数々の功績をあげ、尊氏に最も近い存在へと登り詰めるなか上杉重能などがこれに反発。直義派の対立として現れていく。この対立はついに観応の擾乱と呼ばれる内部抗争に発展した。尊氏は当然、幕府として内紛を抑えるべく中立的立場を取っていた。貞和5年（1349年）、直義が師直を襲撃しようとするも師直側の反撃を受けた直義が逃げ込んだ尊氏邸を師直の兵が包囲し、直義の引退を求める事件が発生した（御所巻）。直義は出家し政務を退くこととなった。直義の排除には師直・尊氏の間で了解があったとか、直義の師直襲撃にも尊氏が言質を与えていたとする説もあるが共に根拠はなく、むしろ尊氏は「世間の噂、人々の舌端は畏るべし」と周囲に惑わされる直義を諭し仲裁に勤めていた。
師直は直義に代わって政務を担当させるため尊氏の嫡男・義詮を鎌倉から呼び戻し、尊氏は代わりに次男・基氏を下して鎌倉公方とし、東国統治のための鎌倉府を設置した。直義の引退後、尊氏庶子で直義猶子の直冬が九州で直義派として勢力を拡大していたため、尊氏は師直や守護に命じて直冬に出家し上洛するよう勧めたが直冬はこれに応じなかった。観応元年（1350年）、直冬討伐のため尊氏は自ら中国地方へ遠征した。
すると直義は京都を脱出して南朝に降伏し、桃井直常、畠山国清ら直義派の武将たちもこれに従った。直義の勢力が強大になると、義詮は劣勢となって京を脱出し、京に戻ろうとした尊氏も光明寺合戦や打出浜の戦いで敗れた。尊氏は高師直・師泰兄弟の出家・配流を条件に直義と和睦し、観応2年（正平6年/1351年）に和議が成立した。尊氏は直義と師直の争いを利用して巧みに両者を排除したのではないかとする説があるが、観応2年3月6日に直義の錦小路邸を訪れた際、宴席で「師直の死を惜しみ誅死に立腹の言動あるも大事に至らず」と『園太暦』にその一連の様子が残されており、その説は否定されている。
直義は義詮の補佐として政務に復帰した。この一連の戦の勝者は直義、敗者は尊氏であるとする見方もあるが、勅命も将軍の許しもない直義派の戦は単なる幕府に対する謀叛である。当然尊氏は幕府として将軍の裁定を下すべく、論功行賞では尊氏派の武将の優先を直義に約束させ、高兄弟を滅ぼした上杉能憲の死罪を主張し、直義との交渉の末これを流罪にした。また謁見に訪れた直義派の細川顕氏を降参人とみなし太刀を抜いて激怒するなど、勝ち戦で上機嫌だった顕氏は尊氏の迫力に気圧され一転して恐怖に震えたという。以上の逸話は園太暦の誤訳であり、原文は「『降人の身として見参するは恐れあり』と称して謁せず」つまり「『（私尊氏は）降参人の身であるので、（顕氏と）面会するのは恐れ多い』と称して対面しなかった」と訳すべきとされている（見参は目上が目下に対面する用法も存在する）。「太刀を抜いて激怒する」に到っては、どの史料にも見られない。
尊氏の恩情で復帰した直義も、その保守的で頑な性格と、一連の騒動、また尊氏や義詮を支える幕府や守護が既に脇を固めていたこともあり、次第に孤立し出奔した。この頃の無気力な直義を亀田俊和は燃え尽き症候群に陥った状態と考察している。
尊氏は佐々木道誉の謀反を名目に近江へ、義詮は赤松則祐の謀反を名目として播磨へ、京の東西へ出陣する形となったが、佐々木や赤松の謀反の真相は不明で（後に彼らは尊氏に帰順）、尊氏は南朝と和睦交渉を行い停戦に持ち込んでいる。この動きに対して直義は京を放棄して北陸を経由して鎌倉へ逃亡した。尊氏と南朝の和睦は同年10月に成立し、この和睦によって尊氏は南朝から直義追討の綸旨を得たが、尊氏自身がかつて擁立した北朝の崇光天皇は廃されることになった（正平一統）。そして尊氏は直義を追って東海道を進み、薩埵峠の戦い（静岡県静岡市清水区）、相模国早川尻（神奈川県小田原市）の戦いなどで撃ち破り、交渉の末直義と共に鎌倉に帰還した。直義は、正平7年（1352年）2月26日、高師直の一周忌に急死したとされているが、『鎌倉九代後記』では2月25日の基氏元服前とも記録されており、翌日の幕府の通達によって2月26日と記録されたとの見解もある。『太平記』では毒殺の疑いを匂わせるように描かれたが、この「毒殺の噂」に言及しているのは『太平記』だけであり真相は不明である。清水克行は尊氏の毒殺説を支持しているが、度重なる和睦交渉の末共に鎌倉へ帰還している尊氏がわざわざ師直の命日に暗殺を企てるとは無理があり、また執着心からは程遠い尊氏の性格からしてあり得ない。万が一毒殺とするなら師直派の残党による遺恨を疑うべきであろう。
なお、観応の擾乱前夜の貞和5年（1349年）後半ごろから、薨去数年前の文和4年（1355年）後半ごろまで、尊氏は将軍自ら政務を行い、嫡子の義詮と共同統治を行った。日本史研究者の森茂暁と亀田俊和はこの時期の尊氏・義詮の政治的手腕を高く評価している。しかし、室町幕府創設時には尊氏の発給文書は直義の3倍にも上り、建武以来追加には尊氏による御沙汰が多く反映されている。建武の新政においても奉行所を開設し後醍醐天皇の勅命を受ける立場にあり、観応の擾乱から突然政治的手腕を発揮したというのは無理があると言えよう。近年、佐藤進一氏が提言した二頭政治への矛盾が指摘されており、尊氏が直義や師直亡き後、統治を滞りなく進められたのも、幕府の根幹となる事案は将軍である尊氏が担い、雑訴を含む日常的実務を直義が担っていたと考えた方が自然である。

### 晩年
尊氏が京を不在にしている間に南朝方との和睦は破られた。正平7年（1352年）閏2月、宗良親王・新田義興・義宗・北条時行などの南朝方から襲撃された尊氏は武蔵国へ退却するが、すぐさま反撃し関東の南朝勢力を破って鎌倉を奪還した（武蔵野合戦）。一方、畿内でも南朝勢力が義詮を破って京を占拠、北朝の光厳・光明・崇光の三上皇と皇太子直仁親王を拉致し、更に尊氏は後村上天皇により将軍を解任されたため、足利政権の正当性が失なわれるという危機が発生する。しかし近江へ逃れた義詮はすぐに京を奪還し（八幡の戦い）、8月には佐々木道誉が後光厳天皇擁立に成功した為北朝が復活、尊氏が将軍に返り咲いたことにより、足利政権も正当性を取り戻した。しかし今度は、佐々木道誉と対立して南朝に下った山名時氏と楠木正儀が京を襲撃して、義詮を破り京を占拠した。尊氏は義詮の救援要請をうけ後光厳天皇のいる仮御所（垂井頓宮）を参内、義詮と合流してともに京を奪還した。
文和3年（1354年）には直冬を奉じた旧直義派による京への大攻勢を受けるが、これを撃退して京を奪還した。この一連の合戦では神南での山名氏勢力との決戦から洛中の戦に到るまで道誉と則祐の補佐をうけた義詮の活躍が非常に大きかったが、最終的には東寺の直冬の本陣に尊氏の軍が自ら突撃して直冬を敗走させた。尊氏はこの際自ら直冬の首実検をしているが結局討ち漏らしている。
尊氏は島津師久の要請に応じて自ら直冬や畠山直顕、懐良親王の征西府の討伐を行なうために九州下向を企てるが、義詮に制止され果せなかった。延文3年（1358年）4月30日、京都二条万里小路第（現在の京都市下京区）で薨去した。死因は背中の腫れ物である。『後深心院関白記』によると延文3年（1358年）5月2日庚子の条に、尊氏の葬儀が真如寺で行われたとあり、5月6日甲辰の条の初七日からの中陰法要は、等持院において行われたことがわかる。墓所は京都の等持院と鎌倉の長寿寺。これを反映して死後の尊氏は、京都では「等持院」、関東では「長寿院」と呼び表されている。そして、尊氏の死から丁度百日後に、孫の義満が生まれている。

## 年表
| 和暦            | 北朝           | 南朝           | 西暦         | 月日 （旧暦）              | 内容                                           | 出典     |
| --------------- | -------------- | -------------- | ------------ | -------------------------- | ---------------------------------------------- | -------- |
| 嘉元3年         | （後二条天皇） |                | 1305年       | 7月27日                    | 生誕。                                         |          |
| 元応元年        |                | （後醍醐天皇） | 1319年       | 10月10日                   | 従五位下治部大輔に叙任。                       | 公卿補任 |
| 元応2年         |                | （後醍醐天皇） | 1320年       | 9月5日                     | 治部大輔辞任。                                 | 公卿補任 |
| 元徳2年         |                | （後醍醐天皇） | 1330年       | 6月18日                    | 嫡子義詮誕生。                                 |          |
| 正慶元年        | 光厳天皇       | 後醍醐天皇     | 1332年       | 6月8日                     | 従五位上に昇叙。                               | 公卿補任 |
| 元弘3年/正慶2年 | 光厳天皇       | 後醍醐天皇     | 1333年       | 6月5日                     | 鎮守府将軍。内昇殿許される。                   |          |
| 元弘3年/正慶2年 | 光厳天皇       | 後醍醐天皇     | 1333年       | 6月12日                    | 従四位下左兵衛督に昇叙転任。                   | 公卿補任 |
| 元弘3年/正慶2年 | 光厳天皇       | 後醍醐天皇     | 1333年       | 8月5日                     | 従三位に昇叙し、武蔵守兼任。名を尊氏と改める。 | 公卿補任 |
| 元弘3年/正慶2年 | 光厳天皇       | 後醍醐天皇     | 1333年       | 元弘の乱(～)               |                                                |          |
| 建武元年        |                | 後醍醐天皇     | 1334年       | 1月5日                     | 正三位に昇叙。                                 |          |
| 建武元年        | 9月4日         | 後醍醐天皇     | 1334年       | 参議に補任。左兵衛督如元。 |                                                |          |
| 建武2年         |                | 後醍醐天皇     | 1335年       | 7-8月                      | 中先代の乱                                     |          |
| 建武2年         | 8月9日         | 後醍醐天皇     | 1335年       | 征東将軍宣下。             |                                                |          |
| 建武2年         | 8月30日        | 後醍醐天皇     | 1335年       | 従二位に昇叙。             |                                                |          |
| 建武2年         | 1336年         | 後醍醐天皇     | 11月26日     | 征東将軍を止む。           |                                                |          |
| 建武3年         | 光明天皇       | 後醍醐天皇     | 1336年       | 2月頃                      | 北朝方、多々良浜の戦い                         | 太平記   |
| 建武3年         | 光明天皇       | 後醍醐天皇     | 1336年       | 5月25日                    | 北朝方、湊川の戦い                             | 太平記   |
| 建武3年         | 光明天皇       | 後醍醐天皇     | 1336年       | 11月7日                    | 北朝方、建武式目制定。                         |          |
| 建武3年         | 光明天皇       | 後醍醐天皇     | 1336年       | 11月26日                   | 北朝方、権大納言に転任。                       |          |
| 暦応元年        | 光明天皇       | 後醍醐天皇     | 1338年       | 8月11日                    | 正二位に昇叙。征夷大将軍宣下。                 |          |
| 暦応3年         | 光明天皇       | 後村上天皇     | 1340年       | 3月5日                     | 次男基氏誕生。                                 |          |
| 観応年間        | 崇光天皇       | 後村上天皇     | 1350年 -51年 |                            | 南朝方、観応の擾乱。征夷大将軍解任。           |          |
| 文和元年        |                | 後村上天皇     | 1352年       | 2月26日                    | 弟直義死去。                                   |          |
| 延文3年         | 後光厳天皇     | 後村上天皇     | 1358年       | 4月30日                    | 死去。                                         |          |
| 延文3年         | 後光厳天皇     | 後村上天皇     | 1358年       | 6月3日                     | 贈従一位左大臣。                               |          |
| 永徳元年        | 後円融天皇     | 長慶天皇       | 1381年       | 4月28日                    | 贈太政大臣。                                   |          |

## 人物

### 性格

#### 性格の概観
尊氏の人間的な魅力を、個人的に親交のあった夢窓疎石が次の3点から説明している。
- 1つ、心が強く、合戦で命の危険にあうのも度々だったが、その顔には笑みを含んで、全く死を恐れる様子がない。
- 2つ、生まれつき慈悲深く、他人を恨むということを知らず、多くの仇敵すら許し、しかも彼らに我が子のように接する。
- 3つ、心が広く、物惜しみする様子がなく、金銀すらまるで土か石のように考え、武具や馬などを人々に下げ渡すときも、財産とそれを与える人とを特に確認するでもなく、手に触れるに任せて与えてしまう。

1つ目の戦場での勇猛さだが、ある戦場で矢が雨のように尊氏の頭上に降り注ぎ、近臣が危ないからと自重を促すと、「やはり」尊氏は笑って取り合わなかったという。『源威集』でも、文和4年（1355年）の東寺合戦で危機的状況に陥った際、尊氏は「例の笑み」を浮かべ、「合戦で負ければそれでお終いなのだから、敵が近づいてきたら自害する時機だけを教えてくれればよい」と答え全く動揺することがなかった、という。『源威集』の著者は「たとえ鬼神が近づいてきたとしても、全く動揺する気配がない」と尊氏の胆力を褒めちぎっている。
2つ目の敵への寛容さも、畠山国清や斯波高経など一度敵方に走ったものでも、尊氏は降参すればこれを許容し、幕閣に迎えている。
3つ目の部下への気前の良さは、『梅松論』にある八朔の逸話によって窺い知ることができる。当時、旧暦の8月1日に贈答しあう風習が流行し、尊氏のもとには山のように贈り物が届けられた。しかし、尊氏は届いたそばから次々と人にあげてしまうので、結局その日の夕方には尊氏のもとに贈り物は何一つ残らなかったという。

#### 将軍としての資質
こうした姿勢は戦場でも同様で、尊氏は戦場で功績を上げた者を見ると、即座に恩賞を約束する感状を多く発給し家臣を安心させている。中には軍忠状が提出された即日に発給された感状もあり、この即時性がもたらす効果は幕府の求心力にも繋がった。また、佩用していた腰刀を直接家臣二人に与えたり、自らの母衣を引きちぎりカタバミの紋を与えたり、自身が所用する軍扇 を与えるなど、武家の棟梁らしいカリスマ的な行動が多く伝えられている。一方、七条合戦で瀕死の重傷を負った那須資藤が尊氏の前に運ばれてきたとき、尊氏は目に涙を浮かべひたすら資藤の忠義に感謝したという。また、尊氏は鎧が目立つため家臣から陣の後方に下がるよう勧められても、敵が迫るなか退避のために乗馬するよう献言されても一向に引かず、自ら最前線に立ち、命をかけて戦う武士たちを鼓舞し続けたという。こうした無欲で家臣想いな尊氏に家臣たちは、みな「命を忘れて死を争い、勇み戦うことを思わない者はいなかった」といい、これが尊氏最大の人間的魅力だった。

#### 政治家としての側面
一方、朝敵となることを避けるため出家をしたり（『太平記』）、直義や南朝との停戦を試みるなど（観応の擾乱）、恭順や交渉で戦を回避する、政治家としての側面も持ち合わせている。武力で権威を保持してきた鎌倉幕府や建武政権とは異なり、尊氏の慎重で温厚な人柄こそが室町幕府の存続に不可欠だったとも言える。

#### 等持院殿御遺書
『等持院殿御遺書』には、『一老子ノ敎ヲ學デ、一切ノ上ニ得失ヲ沙汰スベシ、取事アレバ捨事アリ、得者ハ必失ト云リ、爰ヲ以見ヨ、賦歛ヲ重ジ臨時ノ課役ヲ掛民ヲ貪、其得則バ大ヒニ失アラン、亦諸國公納取事多バ、必大利ヲ捨事アラン』 
“老子の教えを学び、一切の得失を沙汰せよ。得るところあれば、捨つるところあり。何かを得れば必ず何かが失われる。これを忘れるな。臨時の税を民に掛ければ、大いなる失が起こる。諸国の税を重くすれば、大利を捨てるとこころえよ”天下人でありながら欲から一線を引いた尊氏の生涯の行動は、老子の風を思わせるものが多い。
尊氏は正月の書き初めでも、毎年「天下の政道、私あるべからず。生死の根源、早く切断すべし」と書いたと伝えられる。

#### 家族関係
正室であった赤橋登子所生（義詮・基氏・鶴王）以外の子に対して冷淡であったかのような見方がされているが、谷口研吾は、これは正室である登子の意向によるものであり、その背景として実家（赤橋流北条氏）という後ろ盾を失った彼女が自身とその子供たちを守るために他の女性の子供を排除せざるを得なかったからとする。しかし登子が政治の表舞台に登場する記録は一切なく、足利氏は鎌倉時代から嫡流以外を仏門や他家に輩出することで勢力を拡大しており、直冬だけが冷遇されてきた訳ではない。
また還俗前の直冬は北条家ゆかりの東勝寺の喝食として格別の待遇を受けていた。鎌倉幕府の滅亡がなければ仏門で将来を約束されていたはずである。
尊氏が義詮を嫡子として家督相続の混乱を回避していたにもかかわらず、直義が尊氏の意向に背き直冬を養子に迎え観応の擾乱をより複雑にさせたことが問題であるといえる。

### 勅撰歌人
尊氏は、武将、政治家としてだけでなく、芸術家としても足跡を残している人物で、取り分け室町時代を代表する武家歌人として名高い。
連歌については『菟玖波集』に68句が入集しており武家では道誉に次ぎ二番目に多く入集している。
専ら連歌に専念した道誉と異なり和歌についても足跡が多く、『続後拾遺和歌集』（正中3年（1326年））から『新続古今和歌集』（永享11年（1439年））まで、6種の勅撰集に計86首の和歌が入撰している。幕府成立初期、観応の擾乱前の心境を詠んだものとして、『風雅和歌集』（貞和5年（1349年））では、「いそぢまで まよひきにける はかなさよ ただかりそめの 草のいほりに〈前大納言尊氏〉」とあって、50歳になっても（実際は『風雅和歌集』完成時まだ数え45歳）まだ自身に迷いのあることを嘆き遁世を願っており、尊氏の性格や当時の政局を窺える歌となっている。
また、『新千載集』を企画し、勅撰集の武家による執奏という先例を打ち立てた。

### その他の芸能
源頼義父子が名人として知られていた笙を豊原龍秋から学び、後醍醐天皇の前でも笙を披露している。後に後光厳天皇も尊氏に倣って龍秋から笙を学んだ。
地蔵菩薩や達磨大師を描いた水墨画も伝わっており、画才にも優れた人物だった。この他にも扇流しの元祖であるというエピソードもある。

### 信仰
真言宗においては第65代醍醐寺座主の三宝院賢俊を崇敬し、武家護持僧（祈祷の霊力で将軍を守護する僧）とした。賢俊は公卿日野俊光の子だったため、これが後の足利将軍家と日野家の縁戚関係の端緒となった。賢俊入滅にあたっては、その四十九日供養に、尊氏自ら筆を取って『理趣経』を写したが、この写本（醍醐寺蔵）は重要文化財に指定されている。
天台宗においては、後醍醐天皇の側近の一人だった恵鎮房円観に帰依した。尊氏は、北条高時を鎮魂する寺社を作るようにという後醍醐の勅命を受け継いで鎌倉に宝戒寺を建立し、円観をその名目上の開山としている。円観はまた、史上最大の軍記物語『太平記』の原型である『原太平記』（散逸）の編纂を指揮した人物とみられている。
臨済宗においては、後醍醐天皇が抜擢した夢窓疎石に深く帰依し、後醍醐崩御後はその鎮魂のために天龍寺を建立させた。夢窓はまた世界的作庭家としても著名である。
真言律宗においては、後醍醐天皇の庇護を受けた浄土寺（広島県尾道市）を尊氏もまた庇護した。
また、京都の鞍馬山、奈良の信貴山と並ぶ、 日本三大毘沙門天のひとつである足利市の大岩毘沙門天を信仰していた。

### 愛用の武具

#### 骨食（骨喰藤四郎）
尊氏は、足利氏重代の薙刀である骨食（ほねかみ）を愛刀としていた。この武具は本阿弥家の鑑定では、鎌倉時代の藤四郎吉光の作とされる。
『梅松論』下に、延元元年/建武3年3月2日（1336年4月13日）の多々良浜の戦いに臨む尊氏の武具について、「将軍其日は筑後入道妙恵が、頼尚を以進上申たりし赤地の錦の御直垂に、唐綾威の御鎧に、御剣二あり。一は御重代の骨食也。重藤の御弓に上矢をさゝる。御馬は黒粕毛、是は宗像の大宮司が昨日進上申たりしなり」とあるのが、足利氏の骨食（骨喰）についての古い記述である。
また、同時代史料である『常徳院殿様江州御動座当時在陣衆着到』（鎌田妙長、長享元年）に、長享元年（1487年）9月12日、第9代将軍足利義尚が六角高頼征伐のため近江国坂本に出陣した際、小者に「御長刀ほねかみと申す御重代をかつ」がせていたとあることから、骨食が薙刀であったこと、尊氏以降は足利将軍家重代の武器として伝えられていたこと、「ほねかみ」と訓まれていたことなどがわかる。
のち大脇差に磨り上げられ、骨喰（ほねばみ）として知られるようになり、大友家・豊臣家・徳川家・大日本帝国政府などの手を経て、大正末期に豊国神社の所有となり、旧国宝（現在の重要文化財）に指定されている。

#### 吉光
建武3年（1336）立花家の先祖が足利尊氏に従い武勲をたてた際、尊氏から拝領したと伝わる短刀。国宝。

#### 備前長船兼光
前記の『梅松論』より時代が下るものの、第8代将軍足利義政の同朋衆だった能阿弥の『能阿弥本銘尽』（現存最古の写本は文明15年（1483年）成立）によれば、尊氏は京都へ上洛する途上、長船派の刀工の兼光を取り立て、屋敷を与えたという。備前長船兼光の作品は、後世には最上大業物の一つに数えられるほど斬れ味の良い刀である。
なお、世間的に流布している説では、建武の乱で九州落ちする尊氏を支援するため兼光が名刀を献上したとか、兼光が尊氏に献上した刀は甲冑をも両断する名刀「兜割り」であったとか伝えられるが、前者は『備陽国志』、後者は『備前軍記』など近世以降の文献に現れる物語である。

#### 白糸褄取威大鎧

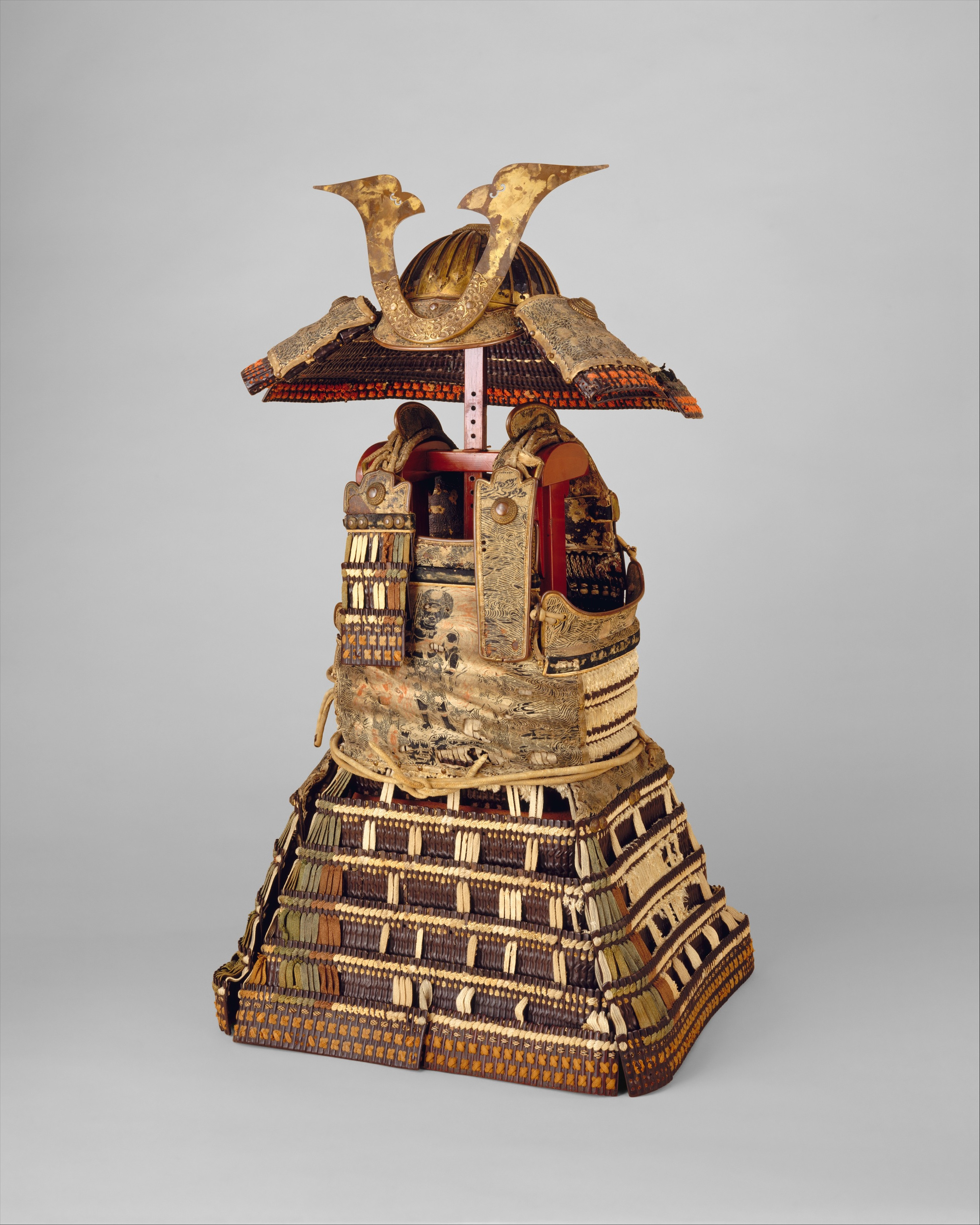
白糸褄取威大鎧（兜・袖欠）および黒韋腰白威筋兜。

白糸褄取威大鎧（兜・袖欠）および黒韋腰白威筋兜は、足利尊氏が篠村八幡宮に奉納したとの伝承を持つ鎧だが、明治末期、京都からアメリカに流出した。メトロポリタン美術館所蔵。

## 評価

### 近世から第二次世界大戦中までの評価

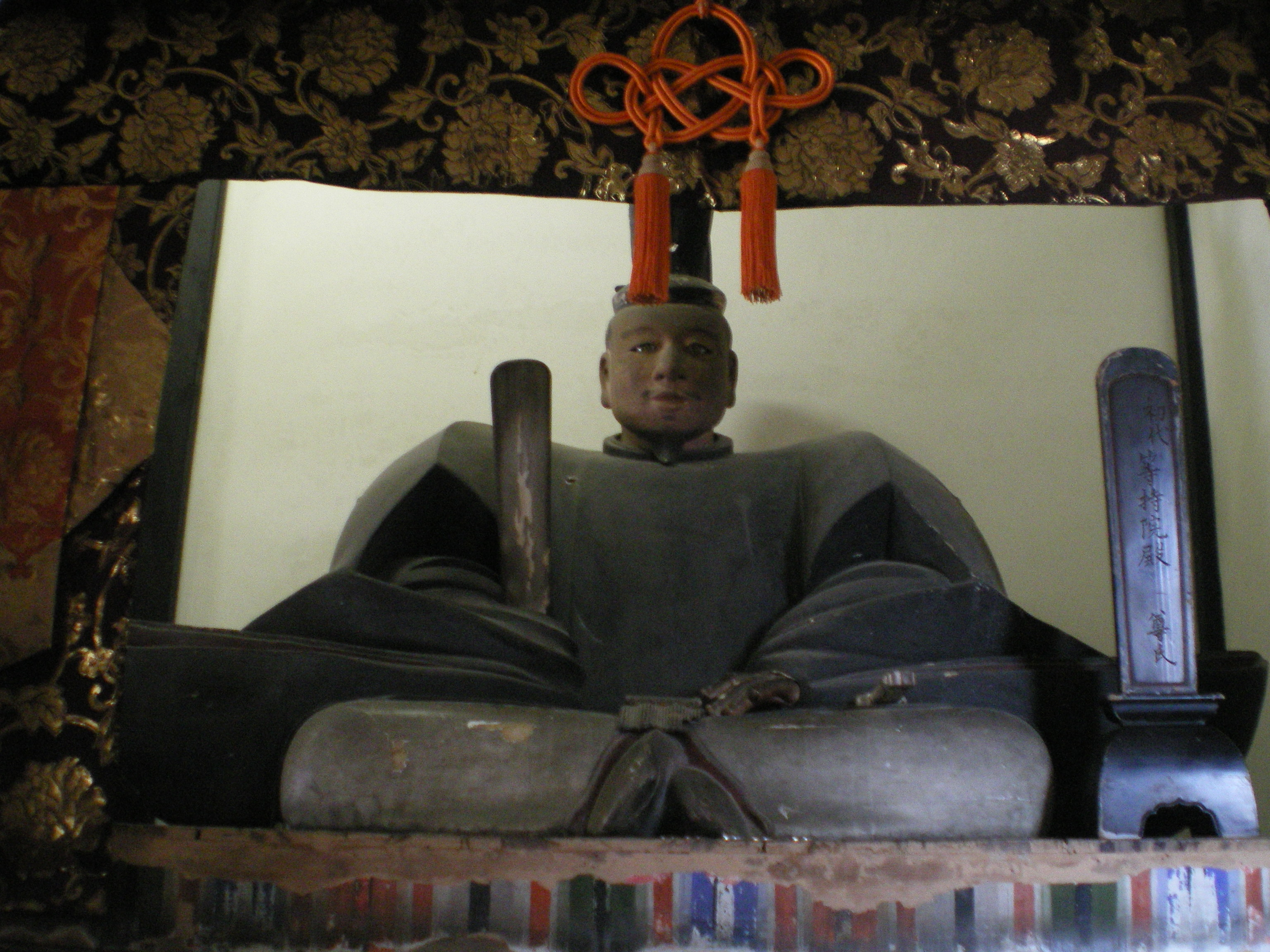
足利尊氏木像（等持院）

尊氏を逆賊とする評価は、江戸時代に徳川光圀が創始した水戸学に始まる。水戸学は朱子学名分論の影響を強く受けており、皇統の正統性を重視していた。そのため、正統な天皇（後醍醐天皇）を放逐した尊氏は逆賊として否定的に描かれることとなった。水戸学に発する尊氏観はその後も継承され、尊王思想が高まった幕末期には尊皇攘夷論者によって等持院の尊氏・義詮・義満3代の木像が梟首される事件も発生している（足利三代木像梟首事件）。
1934年（昭和9年）2月、第65回帝国議会において斎藤実内閣の商工大臣で男爵だった中島久万吉は、足利尊氏を再評価すべきという過去の文章を発掘されて栗原彦三郎、菊池武夫を筆頭に、野党から「乱臣、逆賊の尊氏に傾倒するは何事か」と政権批判の材料とされ、大臣職を辞任した（「中島久万吉」項目参照）。
明治維新によって成立した大日本帝国も、尊氏を否定する立場であった。1939年（昭和14年）4月5日に公布、10月1日に施行された映画法（所管内務省、文部省、厚生省）では検閲を強化したが、その認定規準中で「国史上の事実に対する年少者の判断を動揺せしむる恐あるもの　例へば足利尊氏を善人として描くが如き国史上の正邪の観念を誤らざることを主眼とする（原文の漢字は旧字体）」と言及している。
一方で好意的に評価する者もあり、作家の萩原朔太郎は尊氏を、「彼は人生の存在を、根柢的に悲劇と見、避けがたい惡の宿命として觀念しながら大乘的の止揚によつて、また一切の存在を必然として肯定した。それ故に彼の場合は、敵も味方も悲劇であり、戰爭そのものが痛ましい宿命だつた。世に憎むべき人間は一人もなく、「敵」といふ言葉すらが、尊氏にとつては不可解だつた。」「さうした尊氏の外貌は、彼を理解しない武人等の眼に、おそらく馬鹿な「好人物」として見えたであらう。そして人々は彼を利用し、自己の野心の傀儡にした。既にして利用を終れば、忽ちまたこれを棄て、今日の味方は明日の敵となつて叛逆した。實に尊氏の一生は、忘恩者と裏切者との不斷の接戰に一貫して居る。」「彼はその最後まで、自己の欲しない戰を戰ひながら、宿命の悲劇を嘆き續けて生きたのである。」と評価した。

### 第二次世界大戦後の評価
森茂暁は、一次史料による実証的分析を通して、尊氏が数多くの発給文書を残していることを指摘し、尊氏が鎌倉将軍とは違って最高指導者としての親裁権を活用し、動乱の苦難と産みの苦しみを乗り越えて室町幕府のおおよその骨格を形作った人物であると述べた。そして、南北朝の動乱の群像でも最も中心的な役割を果たした存在とし、南北朝時代は現代に繋がる日本文化の原型とされるのであるから、その時代の骨格を作った尊氏は「日本文化の実質的な開創者の一人といっても過言ではない」と評した。
亀田俊和は、『源威集』で、観応の擾乱後の尊氏が「征夷大将軍の名に恥じない立派な大将」として書かれているとし、武家故実に詳しい武田信武の8年前の兵装を記憶していてそれを評価した描写を取り上げ、尊氏のカリスマが高かったのは、単に経済的利益給与に気前が良かっただけではなく、こうした部下への細やかな観察と適切な評価にも優れていたことも特長なのでないか、とした。そして、室町幕府がまがりなりにも200年以上続く長期政権となったのは、尊氏が「諸政策の恩賞化」によって、「努力が報われる政治」を行ったことが主な理由なのではないか、とした。亀田はこのような尊氏の能力を観応の擾乱で必要に迫られ覚醒したと述べているが、建武政権や室町幕府発足における尊氏の発給文書の数は直義や師直の数とは比べものにならないほど多く、元々備わっていた能力とすべきである。足利氏の棟梁であり参議もこなしていた尊氏が、将軍職に就くことで、その一部の政務を直義と師直に分配したに過ぎない。
今東光は『毒舌日本史』で、子孫が困るほど気前が良い人物であるとし、戦国時代に生まれていれば上杉謙信や武田信玄よりも器量は上で織田信長と対抗できるとも評している。また、尊氏の天下を認めようとしなかった後醍醐天皇を暗に批判している。
歴史小説家の海音寺潮五郎は「武将列伝」で、井沢元彦は「逆説の日本史」で、後醍醐天皇にとどめを刺さなかった点や内部抗争の処理に失敗した点を突き、「人柄が良くカリスマは高いが、組織の運営能力の点では源頼朝や徳川家康に劣っている」「戦争には強いが政治的センスはまるでない」と評価している。

#### 佐藤進一の双極性障害説と呉座勇一の批判
1960年代、歴史研究者の佐藤進一は尊氏を双極性障害（1960年代当時の呼称は躁鬱病）ではないかと推測していた。
佐藤は、尊氏が中先代の乱の鎮圧に後醍醐天皇の許可なしに向かう途上で、既に後醍醐への反乱を計画していたと想定した。そして、その後それにもかかわらず尊氏は素直に後醍醐の召還命令に応じようとしたり、いざ後醍醐との戦いである建武の乱が発生すると鎌倉の浄光明寺に引きこもってしまったことなどを挙げ、その行動の矛盾点を指摘した。佐藤は尊氏の行動を歯切れが悪いと批判し、その行動矛盾の理由について、天皇に反乱してはならないという日本古来の「番犬思想」とこの時代に舶来した儒学的易姓革命思想の板挟みになったことや、後醍醐との個人的親近感に基づく解釈などを取り上げている。
さらに、佐藤は、尊氏の父の貞氏の発狂歴や、祖父の家時の自殺伝説（いわゆる置文伝説）、そして曾孫の義教の性格などを挙げ、足利将軍家の血筋を「異常な血統」と評している。そして、尊氏の行動の複雑さは、双極性障害が遺伝的に受け継がれたものであると主張した。
その後2010年代に、歴史研究者の呉座勇一は佐藤の説を強く否定し、当時の史料に基づく限り、尊氏の行動は後醍醐への忠誠心と直義への兄弟愛で終始一貫しており、異常であるのはむしろ佐藤の不自然な想定の方であるとした。
呉座はまず第一に、精神医学の専門家ではない者が十分な証拠もなしに「双極性障害は遺伝的なものである」「患者の行動は常人には理解できないほど異常である」と決めつけることは、現実の患者への差別・偏見を招く恐れがあり、慎重になるべきであるとする。
第二に、佐藤が尊氏の行動に「番犬思想」として歯切れの悪さを感じるのは、佐藤ら戦後すぐの歴史研究者たちに政治的偏向による先入観がかかっていたからであると主張する。実際には、史料的に尊氏が後醍醐への反乱を意図していたと確証するものはない。むしろ、『梅松論』（14世紀半ば）は、中先代の乱参戦を「天下のため」「弟の直義を救うため」とし、建武の乱で恭順を示していながら後醍醐に対峙したのも弟を救うためにやむを得ずとしており、呉座も『梅松論』説を支持する。呉座の推測によれば、尊氏は天下や後醍醐のために良かれと思って独断で行動していたが、厳密な許可を得ずとも後醍醐は自分の行動を追認してくれるだろうと信じており、そこに尊氏と後醍醐の行き違いがあったのだという。つまり、佐藤の側に尊氏は当初から後醍醐への反乱を計画していたという先入観があるために、その行動が佐藤視点ではどっちつかずとして複雑に見えたのではないか、と主張した。

#### 二頭政治か否か
観応の擾乱前の室町幕府の政治体制については、幕府の九州探題（九州方面軍総指揮官）を務めた今川了俊の『難太平記』に、世人は尊氏を「弓矢の将軍」と称し、直義は「政道」を任されたとあることから、一般に、擾乱前は、軍事を担当とする足利尊氏と政治を担当する足利直義の二頭政治が取られていたという理解が定説となっている。第二次世界大戦後、佐藤進一はこの説をさらに深化させ、尊氏は主従制的支配権（人を支配する権限）を、直義は統治的支配権（領域を支配する権限）を持っており、質的差異があったのではないか、と指摘した。
これに対し、呉座勇一は、「二頭政治」という呼び方では、両者の権限が拮抗していたかのような誤解を与えるのではないか、『難太平記』も両者の関係にほころびが生じてからの描写であり、平時のものとは言い難い、と指摘した 。
亀田俊和も呉座に同意し、（足利義満の「室町殿」体制になぞらえて）下京三条坊門高倉に住む直義を中心とする「三条殿」体制と言って良いのではないか、とした。また、亀田は室町幕府初期の政治体制は建武政権末期の政治体制（後醍醐天皇が恩賞を与え、訴訟は雑訴決断所が行う）と似通っていることを指摘し、尊氏は後醍醐天皇の施策を意識的に継承し、尊氏が後醍醐天皇の権限（恩賞給付能力、政体の新たな力を創造する能力）を、直義が雑訴決断所の権限を担当することになったのではないか、とした（ただし、尊氏が理想としたのは建武政権ではなく、建武式目に見えるように「北条義時・北条泰時の執権政治」であり、実際は頼朝の幕府体制に遡っている）。
しかし、尊氏は元弘以来、建武の新政、室町幕府創立期と多くの発給文書を出しており、高師直が担当した膨大な執事施行状には全て尊氏の意志が反映されている。室町幕府発足時には建武式目の制定や守護や地頭の補任など幕府の根幹となる政策を自ら行なっている。建武5年に通達された『建武以来追加』の冒頭で尊氏は守護の在り方について厳しい見解を述べ(御沙汰)、更に暦応3年の御沙汰では施行不能に陥った場合将軍自ら裁決することとし、康永3年の足利尊氏自筆消息(島津家文書)には直義に命令を下した旨が書かれており、国家的事案における尊氏の最高権力者としての権限が示唆されている。
尊氏が将軍として評定や内談方を凌ぐ最高の権限を有していたことは幕府として当然のことであり、また直義が雑訴など日常的な執務を担うことで将軍である尊氏を支える立場にあったーこれは源頼朝が武士の棟梁として幕政を行っていた鎌倉幕府初期の体制を尊氏が意識していたことからも明らかであり、事実室町幕府は将軍と守護の関係がより強固となってゆく。
佐藤進一による二頭政治も呉座勇一説や亀田俊和説も、直義の雑訴業務を幕府の最高指導者とするには確証がなく、観応の擾乱における尊氏の権力保持を裏付けるには矛盾が生じる。

## 伝説・創作

### 置文伝説
今川貞世（了俊）の『難太平記』（応永9年（1402年））によれば、足利氏の先祖である源義家は、置文（一種の遺書）に、自分は七代の孫に生まれ変わり、天下を取るだろうと予言したという。ところが、その七代目にあたる足利家時（尊氏と同じく足利頼氏側室の上杉氏の子）は、自分の世には天下を取ることが出来ないことを悟り、自分の寿命を縮めることと引き替えに、子孫3代のうちに足利家が天下を取ることを祈願して自刃し、その孫がまさに尊氏であるとされる。貞世自身の証言によれば、貞世は尊氏と直義の前でこの置文を拝見した経験があり、尊氏兄弟は「今天下を取る事ただこの発願（ほつがん）なりけり」と言ったという。
足利氏の有力武将の証言というだけあって、かつては信頼の置ける話とされ、足利氏には代々天下を取る野望が有り、その使命感に駆られて、尊氏は北条高時や後醍醐天皇への離反を繰り返し、ついに天下を牛耳ったのだと説明されることがあった。
この説に疑問を提起したのは、大正・昭和期の研究者である中村直勝である。観応元年（1350年）もしくはその翌年に書かれたと思われる直義の書状に、「故報国寺殿」（家時）が「心仏」（高師氏）に与えたという遺書を閲覧し感激したとある。直義の書簡の宛先は高師秋（師直の従兄弟）であるから、家時の書状は代々高一族が保管していたと見られ、しかも直義がその存在を知ったのは後醍醐との対決から15年も後のことである。したがって、家時の書状の存在自体は確実であるが、これを足利氏の天下取りの動機に求めることはできない、という。
佐藤進一は、さらに、建武の乱が発生した時の貞世は11歳に過ぎないことを指摘し、仮にもし貞世が尊氏・直義の眼前で家時置文なるものを見たという証言が本当であるとしても、それは幕府が成立した後のことであろうから、やはり天下取りの動機の史料的根拠としては弱いとしている。
20世紀末からは、動機の根拠どころか、家時の書状の内容自体が、はたして『難太平記』の言うように天下取りを指示したものかどうか、疑問視されるようになった。川合康によれば、足利氏が源氏嫡流と見なされるようになったのは、幕府が成立した後の工作の結果であり、貞世が語る義家・家時の伝説もその「源氏嫡流工作」の一環であるという。細川重男によれば、これは2016年時点における有力説である。

## 尊氏の肖像

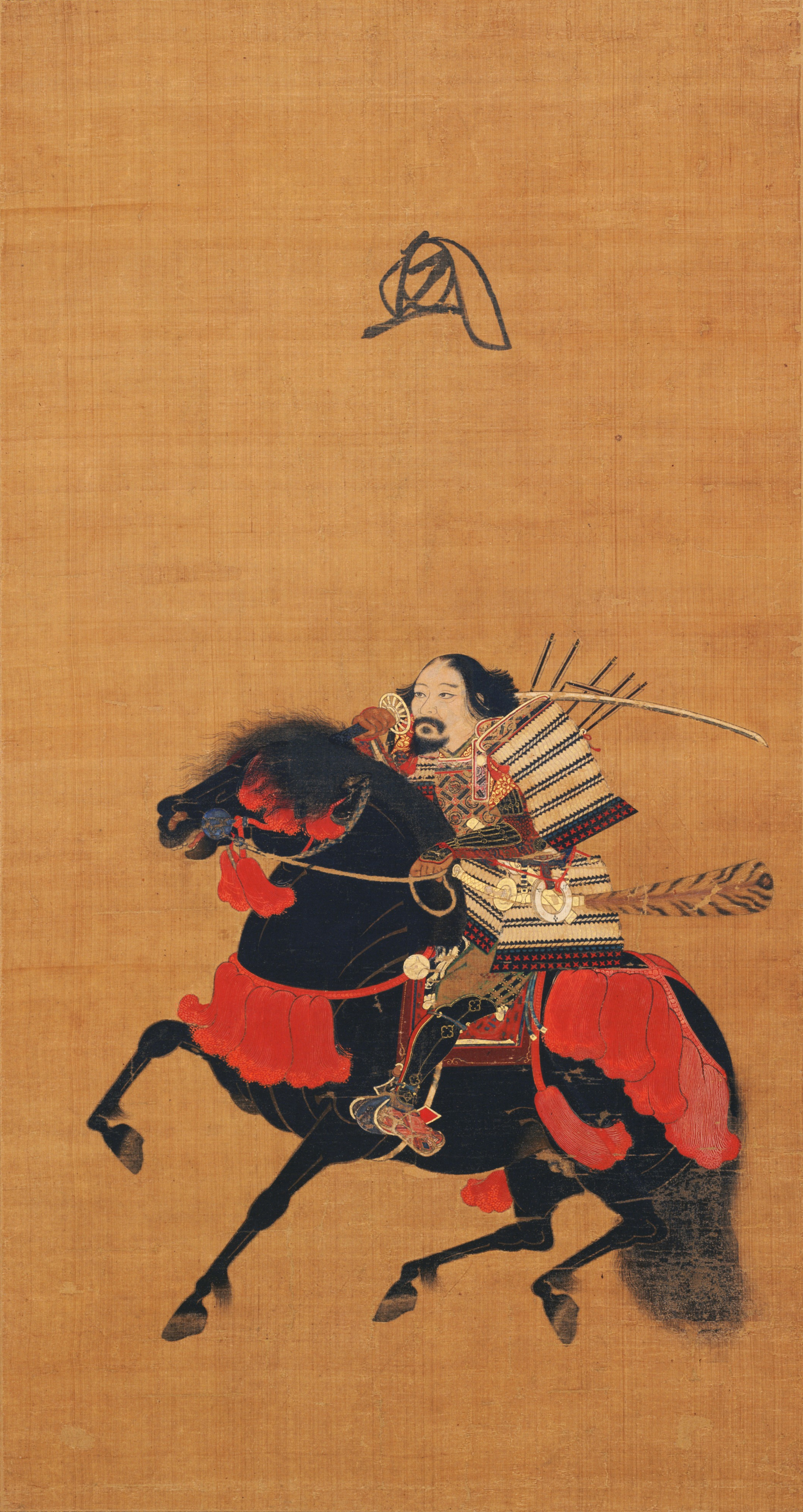
『騎馬武者像』。近年は再び足利尊氏像説が有力になっている。

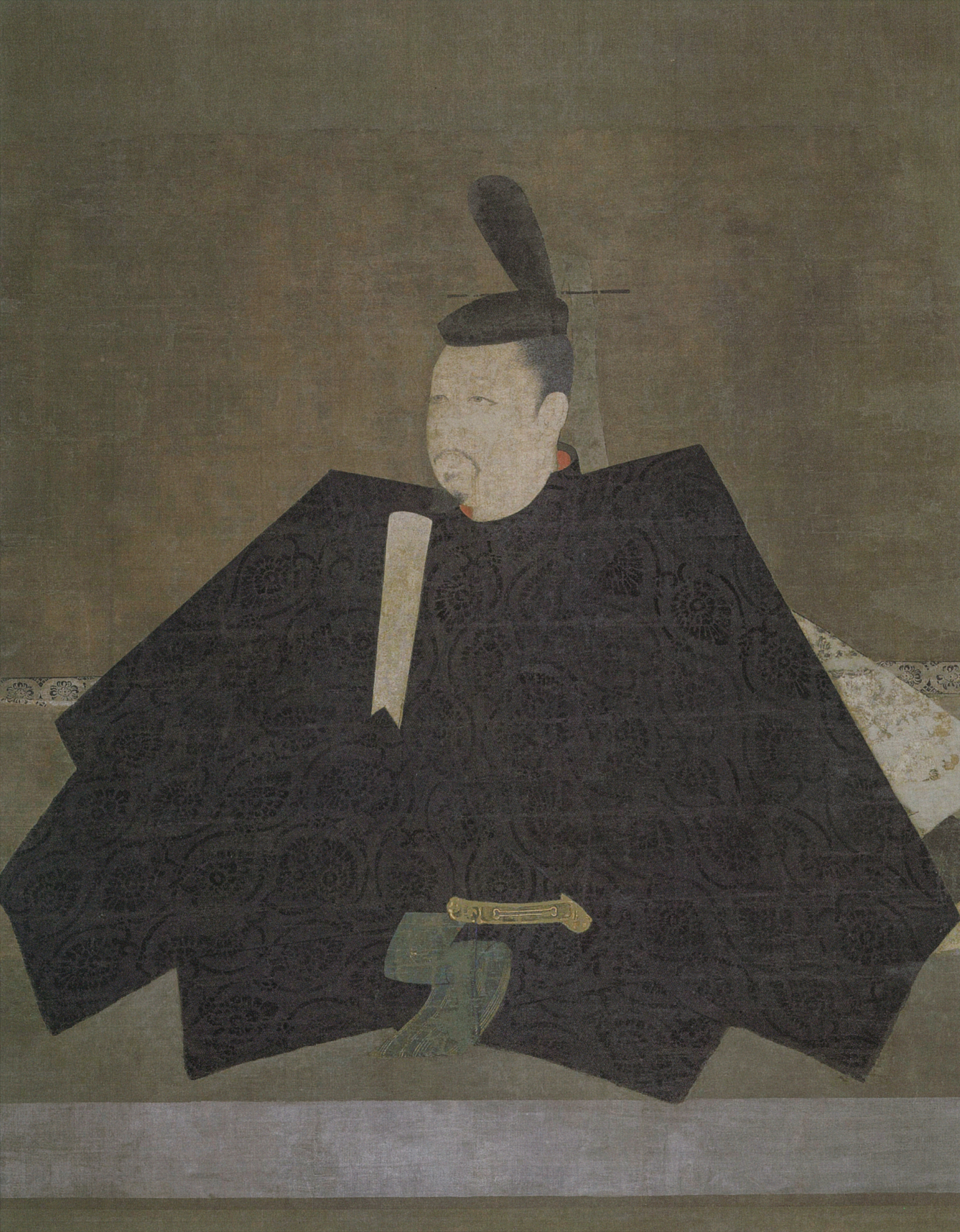
神護寺三像より伝平重盛像。尊氏像とする説もある。

### 騎馬武者像
京都国立博物館所蔵の「騎馬武者像（重要文化財）」は、京都守屋家の旧蔵だったことから、現在でも他の尊氏像と区別する必要もあって「守屋家本」とも呼ばれる。
本像は、江戸時代以降、足利尊氏とされてきたが、肖像画に描かれた家紋から戦後は一転して高師直もしくは高師詮が有力視された。しかし、近年の修理報告から家紋が後世の補筆であることが判明し、像主を高一族とする論拠が失われたことから再検討の必要性が唱えられている。『絵本武者備考』（1749年）に類似の足利尊氏像が掲載されている点が近年注目され、本像主を足利尊氏とみる説が再び有力視されている。

### 伝平重盛像
鎌倉時代に藤原隆信が描いたとされる神護寺三像のうちの「伝平重盛像」は、平重盛を描いたものと考えられてきたが、1995年に美術史家の米倉迪夫や歴史学者の黒田日出男らによって、尊氏像であるとの説が提示された。しかし、すぐさま美術史家から画風や様式が南北朝期に下るものではないとする反論が出て論争になったものの、それ以降は総じて新説が認められる傾向にある。
その他、広島県尾道市の浄土寺に尊氏を描いたと伝える束帯姿の肖像画（右最上部に掲示）が所蔵されており、京都市の天龍寺にも室町時代後期に描かれたとされる束帯姿の絹本着色「足利尊氏肖像画」が伝わっている。また、守屋家本とは異なる騎馬姿の尊氏像が神奈川県立歴史博物館にあり、「征夷大将軍源朝臣尊氏卿」と明記された江戸時代後期の肖像画が現存している。
2017年、栃木県立博物館研究員らによって、尊氏を描いたものとされる肖像画が発見され 、個人蔵の絹本着色、束帯姿の肖像画が同博物館で公開された。この肖像画は「天神（菅原道真）絵賛」として伝来していたもので、原本ではなく室町時代中期に複製されたものであると推測されている。同肖像画には臨済宗大覚寺派の僧伯英徳儁による讃が付され、そこには尊氏を指す「長寿寺殿」の業績が記されている。
江戸時代に描かれた錦絵には、歌川国芳の「太平記兵庫合戦」（兵庫福海寺で尊氏を探す白藤彦七郎）、歌川芳虎の「太平記合戦図」（尊氏、兵庫福海寺に避難する図）、橋本周延の「足利尊氏兵庫合戦図」（尊氏、兵庫福海寺に避難する図）等がある。
尊氏の木像は、大分県国東市の安国寺（重要文化財）のものが最も古い。面貌表現が写実的で理想化が少なく、尊氏の生前か死後間もなく造像されたと見られる。また、足利氏の菩提寺である京都市北区の等持院のものもよく知られている。こちらは体部の表現にやや時代が下る造形が見られるものの、頭部は安国寺木像や浄土寺肖像と共通する図様で造られており、中世を下らない時期の作品と考えられる。他には、静岡県静岡市の清見寺（文明17年（1485年）以前の作）、京都市右京区の天龍寺（16世紀の作）、栃木県さくら市の龍光寺（寛文6年（1666年）の再興像）、神奈川県鎌倉市の長寿寺（元禄2年（1689年）の再興像）、栃木県足利市の鑁阿寺（江戸時代・19世紀の作）、同市の善徳寺、同県真岡市の能仁寺などに所蔵されている。また、現代になって作られた銅像が足利市鑁阿寺参道と京都府綾部市安国寺町に設置されている。

## 系譜
- 父：足利貞氏
- 母：上杉清子
- 異母兄：足利高義
- 弟：足利直義
- 正室：赤橋登子
  - 男子：足利義詮
  - 男子：足利基氏
  - 女子：鶴王（没後に従二位と「頼子」の名が与えられ[72]、崇光天皇の后妃に擬えられている[35]）
- 側室：加古六郎基氏の女[73]
  - 男子：竹若丸（長男とされる）
- 側室？（『太平記』では「越前局」とするが未詳）
  - 男子：足利直冬
- その他生母不明の子女
  - 女子：某（康永元年（1342年）10月2日、6歳で死去）
  - 男子：聖王丸（康永4年（1345年）8月1日、7歳で死去）
  - 女子：某（直義養女。法名了清。貞和3年（1347年）10月14日、5歳で死去）
  - 女子：某（貞和2年（1346年）7月9日、3歳で死去[74]、彼女も赤橋登子所生の可能性がある[35]）
  - 男子：英仲法俊（応永23年（1416年2月26日没、77歳）

| \| \| \| \| \| \| \| \| \| \| \| \| \| \| \| \| \| \| \| \| 16. 足利泰氏 \| \| \| \| \| \| \| \| \| \| \| \| \| \| \| \| \| \| \| \| \| \| \| \| \| \| \| \| \| \| \| \| \| \| \| \| \| \| \| \| \| \| \| \| \| \| \| \| \| \| \| \| \| \| 8. 足利頼氏 \| \| \| \| \| \| \| \| \| \| \| \| \| \| \| \| \| \| \| \| \| \| \| \| \| \| \| \| \| \| \| \| \| \| \| \| \| \| \| \| \| \| \| \| \| \| \| \| \| \| \| \| \| \| 17. 北条時氏の娘 \| \| \| \| \| \| \| \| \| \| \| \| \| \| \| \| \| \| \| \| \| \| \| \| \| \| \| \| \| \| \| \| \| \| \| \| \| \| \| \| \| \| \| \| \| \| \| \| \| \| \| \| \| \| 4. 足利家時 \| \| \| \| \| \| \| \| \| \| \| \| \| \| \| \| \| \| \| \| \| \| \| \| \| \| \| \| \| \| \| \| \| \| \| \| \| \| \| \| \| \| \| \| \| \| \| \| \| \| \| \| \| \| 18. 上杉重房(=12) \| \| \| \| \| \| \| \| \| \| \| \| \| \| \| \| \| \| \| \| \| \| \| \| \| \| \| \| \| \| \| \| \| \| \| \| \| \| \| \| \| \| \| \| \| \| \| \| \| \| \| \| \| \| 9. 上杉重房の娘 \| \| \| \| \| \| \| \| \| \| \| \| \| \| \| \| \| \| \| \| \| \| \| \| \| \| \| \| \| \| \| \| \| \| \| \| \| \| \| \| \| \| \| \| \| \| \| \| \| \| \| \| \| \| 2. 足利貞氏 \| \| \| \| \| \| \| \| \| \| \| \| \| \| \| \| \| \| \| \| \| \| \| \| \| \| \| \| \| \| \| \| \| \| \| \| \| \| \| \| \| \| \| \| \| \| \| \| \| \| \| \| \| \| 20. 北条重時 \| \| \| \| \| \| \| \| \| \| \| \| \| \| \| \| \| \| \| \| \| \| \| \| \| \| \| \| \| \| \| \| \| \| \| \| \| \| \| \| \| \| \| \| \| \| \| \| \| \| \| \| \| \| 10. 北条時茂 \| \| \| \| \| \| \| \| \| \| \| \| \| \| \| \| \| \| \| \| \| \| \| \| \| \| \| \| \| \| \| \| \| \| \| \| \| \| \| \| \| \| \| \| \| \| \| \| \| \| \| \| \| \| 21. 平基親の娘 \| \| \| \| \| \| \| \| \| \| \| \| \| \| \| \| \| \| \| \| \| \| \| \| \| \| \| \| \| \| \| \| \| \| \| \| \| \| \| \| \| \| \| \| \| \| \| \| \| \| \| \| \| \| 5. 北条時茂の娘 \| \| \| \| \| \| \| \| \| \| \| \| \| \| \| \| \| \| \| \| \| \| \| \| \| \| \| \| \| \| \| \| \| \| \| \| \| \| \| \| \| \| \| \| \| \| \| \| \| \| \| \| \| \| 1. 室町幕府初代将軍 足利尊氏 \| \| \| \| \| \| \| \| \| \| \| \| \| \| \| \| \| \| \| \| \| \| \| \| \| \| \| \| \| \| \| \| \| \| \| \| \| \| \| \| \| \| \| \| \| \| \| \| \| \| \| \| \| \| 24. 藤原清房 \| \| \| \| \| \| \| \| \| \| \| \| \| \| \| \| \| \| \| \| \| \| \| \| \| \| \| \| \| \| \| \| \| \| \| \| \| \| \| \| \| \| \| \| \| \| \| \| \| \| \| \| \| \| 12. 上杉重房(=18) \| \| \| \| \| \| \| \| \| \| \| \| \| \| \| \| \| \| \| \| \| \| \| \| \| \| \| \| \| \| \| \| \| \| \| \| \| \| \| \| \| \| \| \| \| \| \| \| \| \| \| \| \| \| 6. 上杉頼重 \| \| \| \| \| \| \| \| \| \| \| \| \| \| \| \| \| \| \| \| \| \| \| \| \| \| \| \| \| \| \| \| \| \| \| \| \| \| \| \| \| \| \| \| \| \| \| \| \| \| \| \| \| \| 3. 上杉清子 \| \| \| \| \| \| \| \| \| \| \| \| \| \| \| \| \| \| \| \| \| \| \| \| \| \| \| \| \| \| \| \| \| \| \| \| \| \| \| \| \| \| \| \| \| \| \| \| \| \| \| \| |                              |  |  |  |  |  |  |  |  |  |  |  |  |  |  |  |
| |                              |  |  |  |  |  |  |  |  |  |  |  |  |  |  |  |
| | 16. 足利泰氏                 |  |  |  |  |  |  |  |  |  |  |  |  |  |  |  |
| |                              |  |  |  |  |  |  |  |  |  |  |  |  |  |  |  |
| |                              |  |  |  |  |  |  |  |  |  |  |  |  |  |  |  |
| | 8. 足利頼氏                  |  |  |  |  |  |  |  |  |  |  |  |  |  |  |  |
| |                              |  |  |  |  |  |  |  |  |  |  |  |  |  |  |  |
| |                              |  |  |  |  |  |  |  |  |  |  |  |  |  |  |  |
| | 17. 北条時氏の娘             |  |  |  |  |  |  |  |  |  |  |  |  |  |  |  |
| |                              |  |  |  |  |  |  |  |  |  |  |  |  |  |  |  |
| |                              |  |  |  |  |  |  |  |  |  |  |  |  |  |  |  |
| | 4. 足利家時                  |  |  |  |  |  |  |  |  |  |  |  |  |  |  |  |
| |                              |  |  |  |  |  |  |  |  |  |  |  |  |  |  |  |
| |                              |  |  |  |  |  |  |  |  |  |  |  |  |  |  |  |
| | 18. 上杉重房(=12)            |  |  |  |  |  |  |  |  |  |  |  |  |  |  |  |
| |                              |  |  |  |  |  |  |  |  |  |  |  |  |  |  |  |
| |                              |  |  |  |  |  |  |  |  |  |  |  |  |  |  |  |
| | 9. 上杉重房の娘              |  |  |  |  |  |  |  |  |  |  |  |  |  |  |  |
| |                              |  |  |  |  |  |  |  |  |  |  |  |  |  |  |  |
| |                              |  |  |  |  |  |  |  |  |  |  |  |  |  |  |  |
| | 2. 足利貞氏                  |  |  |  |  |  |  |  |  |  |  |  |  |  |  |  |
| |                              |  |  |  |  |  |  |  |  |  |  |  |  |  |  |  |
| |                              |  |  |  |  |  |  |  |  |  |  |  |  |  |  |  |
| | 20. 北条重時                 |  |  |  |  |  |  |  |  |  |  |  |  |  |  |  |
| |                              |  |  |  |  |  |  |  |  |  |  |  |  |  |  |  |
| |                              |  |  |  |  |  |  |  |  |  |  |  |  |  |  |  |
| | 10. 北条時茂                 |  |  |  |  |  |  |  |  |  |  |  |  |  |  |  |
| |                              |  |  |  |  |  |  |  |  |  |  |  |  |  |  |  |
| |                              |  |  |  |  |  |  |  |  |  |  |  |  |  |  |  |
| | 21. 平基親の娘               |  |  |  |  |  |  |  |  |  |  |  |  |  |  |  |
| |                              |  |  |  |  |  |  |  |  |  |  |  |  |  |  |  |
| |                              |  |  |  |  |  |  |  |  |  |  |  |  |  |  |  |
| | 5. 北条時茂の娘              |  |  |  |  |  |  |  |  |  |  |  |  |  |  |  |
| |                              |  |  |  |  |  |  |  |  |  |  |  |  |  |  |  |
| |                              |  |  |  |  |  |  |  |  |  |  |  |  |  |  |  |
| | 1. 室町幕府初代将軍 足利尊氏 |  |  |  |  |  |  |  |  |  |  |  |  |  |  |  |
| |                              |  |  |  |  |  |  |  |  |  |  |  |  |  |  |  |
| |                              |  |  |  |  |  |  |  |  |  |  |  |  |  |  |  |
| | 24. 藤原清房                 |  |  |  |  |  |  |  |  |  |  |  |  |  |  |  |
| |                              |  |  |  |  |  |  |  |  |  |  |  |  |  |  |  |
| |                              |  |  |  |  |  |  |  |  |  |  |  |  |  |  |  |
| | 12. 上杉重房(=18)            |  |  |  |  |  |  |  |  |  |  |  |  |  |  |  |
| |                              |  |  |  |  |  |  |  |  |  |  |  |  |  |  |  |
| |                              |  |  |  |  |  |  |  |  |  |  |  |  |  |  |  |
| | 6. 上杉頼重                  |  |  |  |  |  |  |  |  |  |  |  |  |  |  |  |
| |                              |  |  |  |  |  |  |  |  |  |  |  |  |  |  |  |
| |                              |  |  |  |  |  |  |  |  |  |  |  |  |  |  |  |
| | 3. 上杉清子                  |  |  |  |  |  |  |  |  |  |  |  |  |  |  |  |
| |                              |  |  |  |  |  |  |  |  |  |  |  |  |  |  |  |
| |                              |  |  |  |  |  |  |  |  |  |  |  |  |  |  |  |

## 偏諱を与えた人物
| - 粟飯原氏光（粟飯原氏） - 饗庭氏直（尊宣）（近臣・寵童） - 伊東氏祐（別名：祐重、日向伊東氏第8代当主で伊東祐安の父） - 宇都宮氏綱 - 大友氏泰 - 大友氏時 - 長井氏元 - 小俣氏連 - 小俣尊光 - 小山氏政 - 小笠原氏長 - 金山氏実 - 吉良尊義（初め義貴） | - 高坂氏重（高坂氏） - 斯波氏経 - 斯波氏頼 - 島津氏久 - 曽我氏助 - 千葉氏胤 - 宍戸氏朝 - 土岐氏光（土岐頼遠の子。今岑氏を称する） - 富樫氏春（富樫氏、富樫昌家の父） - 宮氏信 - 吉見氏頼（吉見氏） - 六角氏頼 |

（補足）
1. 「尊」の字は前述の通り、元々後醍醐天皇（名は尊治）から1字を与えられたものであり、これを与えられた饗庭尊宣、吉良尊義の両名に関しては、尊氏から破格の待遇を受けていたことがうかがえる。
2. 吉見尊頼（吉見義世の子、のち渋川直頼の猶子となり渋川義宗を称す）の「尊」に関しては尊氏から受けたものというよりは、尊氏と同じく後醍醐天皇から1字を受けたものと推測される。
3. 曾孫の尊満（足利義満の庶長子）や足利義尊（直冬の孫）をはじめ、子孫にも尊氏に肖って「尊」の字を用いる人物が見られる。

## 関連作品

### 小説
- 吉川英治『私本太平記（全13巻）』毎日新聞社、1959年～1962年。講談社からは、「吉川英治歴史時代文庫」の一環として、全7巻にて1990年2月～同年4月の間に発刊。
- 山岡荘八『新太平記（全5巻）』講談社、1971年～1972年。また、1986年8月～同年11月の間に「山岡荘八歴史文庫」の一環として全5巻で発刊。
- 大森隆司『足利尊氏：室町幕府を開いた男（上）（下）』下野新聞社、1989年6月。
- 松崎洋二『足利尊氏』新人物往来社、1990年3月。
- 村上元三『足利尊氏（上）（下）』(徳間文庫）徳間書店、1991年4月。
- 童門冬二『足利尊氏』富士見書房、1994年12月。
- 杉本苑子『風の群像（上）（下)』日本経済新聞社 1997年6月。
- 桜田晋也『足利尊氏』祥伝社、1999年9月 ※1988年角川書店発刊の「足利高氏」の改訂版として発刊。
- 森村誠一『太平記（1）～（6）』（角川文庫）角川書店、2004年12月～2005年2月
- 垣根涼介『極楽征夷大将軍』文藝春秋、2023年5月10日。※第169回直木三十五賞受賞作

### テレビドラマ
- 『怒濤日本史（足利尊氏）』（1966年、MBS、演：神山繁）
- 『太平記』（1991年、NHK大河ドラマ、演：真田広之）

### 漫画
- 湯口聖子『夢語りシリーズ 風の墓標』（1989 - 1991年、秋田書店）
- 沢田ひろふみ『山賊王』（2000年 - 2009年、講談社）
- 河部真道『バンデット -偽伝太平記-』（2016年 - 2017年、講談社）
- 松井優征『逃げ上手の若君』（2021年 - 、集英社）

### マスコット
- たかうじ君 - 足利市のゆるキャラ[77]

### 舞台
- 桜嵐記（宝塚歌劇）（2021年、宝塚歌劇・月組公演、演：風間柚乃）
- ながされ・る君へ〜足利尊氏太変記（る・ひまわり）（2023年12月、明治座、演：相葉裕樹）